# Kanton Lons-le-Saunier-Sud
Kanton Lons-le-Saunier-Sud (francouzsky Canton de Lons-le-Saunier-Sud) je francouzský kanton v departementu Jura v regionu Franche-Comté. Tvoří ho 12 obcí.

## Obce kantonu
- Bornay
- Chilly-le-Vignoble
- Courbouzon
- Frébuans
- Geruge
- Gevingey
- Lons-le-Saunier (jižní část)
- Macornay
- Messia-sur-Sorne
- Moiron
- Trenal
- Vernantois